# Dakarai Tucker
Dakarai Tucker (Los Angeles, 13 maggio 1994) è un cestista statunitense.